# Severská kombinace na Zimních olympijských hrách 1956
V severské kombinaci na Zimních olympijských hrách 1956 v Cortině d'Ampezzo se konala soutěž jednotlivců. Závod ve skoku se konal 29. ledna, závod v běhu 31. ledna.
Poprvé od roku 1930 se olympijský běžecký závod pro severskou kombinaci konal samostatně, nikoli společně s běžeckými specialisty. Celkovým vítězem soutěže se stal Nor Sverre Stenersen.

## Přehled medailí
| Pořadí | Země          | Zlato | Stříbro | Bronz | Celkově |
| ------ | ------------- | ----- | ------- | ----- | ------- |
| 1.     | Norsko (NOR)  | 1     | 0       | 0     | 1       |
| 2.     | Švédsko (SWE) | 0     | 1       | 0     | 1       |
| 2.     | Polsko (POL)  | 0     | 0       | 1     | 1       |
|        | Celkem        | 1     | 1       | 1     | 3       |

## Medailisté

### Muži
| Disciplína              | Zlato                           | Výkon   | Stříbro                        | Výkon   | Bronz                               | Výkon   |
| ----------------------- | ------------------------------- | ------- | ------------------------------ | ------- | ----------------------------------- | ------- |
| Jednotlivci (K95/15 km) | Sverre Stenersen · Norsko (NOR) | 455.000 | Bengt Eriksson · Švédsko (SWE) | 437.400 | Franciszek Gąsienica · Polsko (POL) | 436.800 |